# Cantó d'Auloron Santa Maria-Est
El cantó d'Auloron Santa Maria-Est és un cantó francès del departament dels Pirineus Atlàntics, situat al districte d'Auloron. Té 17 municipis i el cap és Auloron Santa Maria.

## Municipis
- Bidòs
- Busiet
- Cardessa
- Escor
- Escot
- Estòs
- Eisús
- Güèrs
- Herrèra
- Laduish
- Lurbe e Sent Cristau
- Augeu
- Auloron Santa Maria (part)
- Puei d'Auloron
- Precilhon
- Sauceda
- Berdets

| Data d'elecció                           | Identitat                 | Partit        | Qualitat                                  |
| ---------------------------------------- | ------------------------- | ------------- | ----------------------------------------- |
| 1904 - 1934                              | Louis Barthou             |               |                                           |
| 1934-1940                                | Jean Fauchay              |               |                                           |
| 1945-1955                                | Pierre Abadie             |               |                                           |
| 1955-1969                                | Jean Loustalot-Forest     |               |                                           |
| 1960-1979                                | Max Fauchay               |               |                                           |
| 1979-1985                                | Raymond Dieste            | PS            | Alcalde d'Auloron Santa Maria (1983-2001) |
| 1985-1992                                | Max Fauchay               | UDF-Radical   |                                           |
| 1992-2004                                | Bertrand Loustalot-Forest | Divers droite |                                           |
| Des del 2004                             | Jean-Pierre Domecq        | PS            | alcalde d'Auloron Santa Maria             |
| les dades anteriors no són pas conegudes |                           |               |                                           |
|                                          |                           |               |                                           |